# 타히티 퍼스트 디비시온
타히티 퍼스트 디비시온(Tahiti First Division, Tahiti Division Fédérale)은 타히티의 최상위 축구 리그이다. OFC에 소속되어 있으며, 현재 10개 팀이 참가하고 있다. 타히티 청소년 축구 국가대표팀인 타히티 U-17도 팀으로 참가한다.

## 2014-2015 시즌 클럽팀
- AS 상트랄 스포르
- AS 드래곤
- AS 엑셀시오르
- AS 마누 우라
- AS 피라에
- AS 로니우
- AS 타마리 파아
- AS 테파나
- AS 비누스
- 타히티 U-17